# 重瓣胃

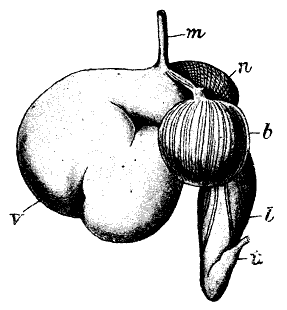
牛的胃：m—食管终端，v—瘤胃，n—网胃，b—重瓣胃，l—皱胃，t—小肠开端

重瓣胃（英語：Omasum）又名牛百葉，是反刍动物的第三個胃，也叫瓣胃，反刍后的食物會直接進入重瓣胃繼續消化。重瓣胃内壁的瓣褶成书页状，內含消化酵素，能將植物纖維分解成葡萄糖，運送到腸臟吸收。
牛的瓣胃又稱之為牛百頁。